# Zavrelimyia monticola
Zavrelimyia monticola är en tvåvingeart som först beskrevs av Tokunaga 1937.  Zavrelimyia monticola ingår i släktet Zavrelimyia och familjen fjädermyggor. Inga underarter finns listade i Catalogue of Life.